# Рожково (Калінінградська область)
Рожково (рос. Рожково) — селище Гур'євського міського округу, Калінінградської області Росії. Входить до складу Храбровського сільського поселення.
Населення —  222 особи (2015 рік). 

## Населення
| 2002 | 2010 |
| ---- | ---- |
| 194  | ↗222 |